# Dasymys
Dasymys là một chi động vật có vú trong họ Muridae, bộ Gặm nhấm. Chi này được Peters miêu tả năm 1875. Loài điển hình của chi này là Dasymys gueinzii Peters, 1875 (= Mus incomtus Sundevall, 1847; see G. M. Allen, 1939).

## Hình ảnh

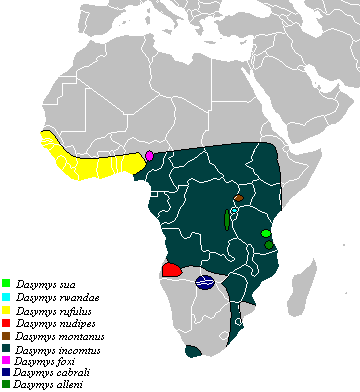

## Các loài
Chi này gồm các loài: